# Деребчинський Олександр Борисович
Олекса́ндр Бори́сович Деребчи́нський (нар. 7 травня 1991, Одеса, УРСР) — український футболіст, нападник футбольного клубу«Чайка» .

## Життєпис
Вихованець київської школи футболу, пройшов навчання в ДЮСШ-15 Київ, ФК «Відрадний» Київ і «КСДЮШОР» Київ.
Із 2015 по 2016 рік був гравцем кропивницької «Зірки». 2017 року виступав у Грузії за «Колхеті-1913». У липні 2018 року приєднався до складу «Оболоні-Бровар».